# Marie-Esméralda af Belgien
Marie-Esméralda af Belgien (Marie-Esméralda Adelaide Lilian Anne Léopoldine, født 30. september 1956) er et medlem af det belgiske kongefamilie. Hun er faster til kong Philippe af Belgien.